# Ramiro Pereyra
José Ramiro Pereyra (Santiago del Estero, Provincia de Santiago del Estero, Argentina; 17 de septiembre de 1985) es un futbolista argentino. Juega de delantero o volante y su equipo actual es Estudiantes de San Luis del Torneo Federal A tercera división del fútbol argentino.

## Trayectoria
En 2008, obtuvo el ascenso a la Primera B Nacional tras integrar el plantel y ganar en Atlético Tucumán el Torneo Argentino A 2007/08.
En 2014, se consagró campeón nuevamente del mismo torneo, esta vez en Guaraní Antonio Franco, al ganar la temporada 2013-14 donde él fue clave al anotar un gol en el partido de ida jugado en San Luis ante Juventud Unida Universitario que terminó 2-1 en contra y luego ganar el partido de vuelta por 1-0 con un gol de su compañero Tobías Albarracín.
En el segundo semestre de 2014, fichó por el club mendocino Gimnasia y Esgrima donde logró ser una de las piezas claves del equipo y conseguir nuevamente ascender a la Primera B Nacional luego de hacerse con uno de los ascensos de la temporada 2014 del Federal A ante un exequipo suyo.

## Clubes
Actualizado el 20 de agosto de 2018.
| Club                    | País      | Año             |
| ----------------------- | --------- | --------------- |
| Talleres (C)            | Argentina | 2007            |
| Atlético Tucumán        | Argentina | 2008            |
| Talleres (C)            | Argentina | 2009-2012       |
| Guaraní Antonio Franco  | Argentina | 2012-2014       |
| Gimnasia y Esgrima (M)  | Argentina | 2014-2015       |
| Unión Aconquija         | Argentina | 2016            |
| Mitre (SdE)             | Argentina | 2017            |
| San Marcos de Arica     | Chile     | 2018            |
| Estudiantes de San Luis | Chile     | 2018 - Presente |

## Palmarés

### Campeonatos nacionales
| Título             | Club                   | País      | Año     |
| ------------------ | ---------------------- | --------- | ------- |
| Torneo Argentino A | Atlético Tucumán       | Argentina | 2007-08 |
| Torneo Argentino A | Guaraní Antonio Franco | Argentina | 2013-14 |

#### Otros logros
- Ascenso a Primera B Nacional con Gimnasia de Mendoza en el Torneo Federal A 2014.